# ما زنگیو
ما زنگیو (انگلیسی: Ma Zengyu؛ زادهٔ ۷ مهٔ ۱۹۸۳) بازیکن بسکتبال اهل چین بود. وی در بازی‌های المپیک تابستانی ۲۰۱۲ شرکت کرده‌است.